# Kyle Foster
Kyle Foster (Hampton, 27 mei 1997) is een Amerikaans basketballer.

## Carrière
Foster speelde van 2017 tot 2022 collegebasketbal voor de Howard Bison. In 2022 werd hij niet gekozen in de NBA draft maar speelde wel in de NBA Summer League voor de Detroit Pistons. Hij speelde zijn eerste profseizoen bij het Franse Chorale Roanne Basket. Hij liep in september 2023 een blessure aan een vinger op. Hierna tekende hij in de Duitse competitie bij Baskets Oldenburg. In december 2023 verliet hij de club en ging spelen voor het Servische FMP Beograd. Voor het seizoen 2024/25 tekende hij bij de Belgische eersteklasser Antwerp Giants.
In juli 2025 tekende hij een contract bij de Griekse tweedeklasser Iraklis BC.